# Rivière Jacquet
Pour les articles homonymes, voir Jacquet.
La Jacquet est une rivière du Nouveau-Brunswick.

## Géographie

### Cours
La rivière Jacquet prend sa source dans les lacs Jacquet, à environ 300 mètres d'altitude dans les Appalaches, à un point situé à 10 kilomètres au nord de la route 180. Elle suit ensuite un cours vers le nord-est pendant environ 7 kilomètres dans une vallée douce. Ensuite, la vallée se transforme en gorge, dont les parois atteignent 200 mètres de haut par endroits.

## Activités et environnement
Une partie de son cours est protégée par la Zone naturelle protégée de la Gorge-de-la-Rivière-Jacquet.